# Municipio de Honduras de la Sierra
El municipio de Honduras de la Sierra es un municipio del estado mexicano de Chiapas, ubicado aproximadamente a 150 kilómetros al sureste de la capital del estado, Tuxtla Gutiérrez. Oficializado en 2019, es el municipio de más reciente creación de Chiapas.

## Geografía
El municipio de Honduras de la Sierra está ubicado en la Sierra Madre de Chiapas en la parte sur del estado. Limita con los municipios de Chicomuselo al norte, Siltepec al este, Escuintla al sur, Capitán Luis Ángel Vidal al oeste y Ángel Albino Corzo al noroeste. El municipio cubre un área de más de 200 kilómetros cuadrados.
El río Honduras, afluente del río Grijalva, corre de sur a norte a través del municipio. Los bosques de pino-encino cubren gran parte del municipio, parte del cual se encuentra en el Área de Conservación Ecológica Pico El Loro-Paxtal.

## Historia
La comunidad de Honduras de la Sierra fue fundada en 1905 y originalmente formaba parte del municipio de Siltepec. El 25 de abril de 2018, el Congreso de Chiapas aprobó la separación de Honduras de la Sierra y sus comunidades aledañas de Siltepec para crear un nuevo municipio. El decreto que establece el municipio se publicó por primera vez el 2 de mayo de 2018. Siltepec impugnó este decreto por motivos constitucionales, el cual fue rechazado por la Corte Suprema de Justicia de México el 3 de julio de 2019. Un segundo decreto El establecimiento del municipio fue publicado el 11 de septiembre de 2019.

## Gobierno
Honduras de la Sierra realizará sus primeras elecciones como municipio independiente en 2021. Hasta entonces, está siendo administrado por un consejo municipal de transición designado por la legislatura del estado de Chiapas en marzo de 2020, con Noé Pérez Morales como presidente.

## Demografía
En el censo de México de 2010, las localidades que ahora conforman el municipio de Honduras de la Sierra registraron una población de 10 989 habitantes. 
Hay 68 localidades en el municipio, de las cuales solo la cabecera municipal, también denominada Honduras de la Sierra, está designada como urbana. Se registró una población de 507 habitantes en el censo de 2010.
En el censo de 2020 la población era de 10,962 habitantes, lo que representa un descenso del 0.24%.

### Localidades
En el censo de 2020 el municipio de Honduras de la Sierra contaba con 63 localidades.
| Código INEGI      | Localidad             | Población (2020) |
| ----------------- | --------------------- | ---------------- |
| 071250029         | La Soledad            | 1 059            |
| 071250033         | Las Delicias          | 782              |
| 071250001         | Honduras de la Sierra | 626              |
| Otras localidades | Otras localidades     | 9 183            |
| Total municipal   | Total municipal       | 11 650           |

## Economía
La principal actividad económica de Honduras de la Sierra es la producción de café. Otros cultivos que se cultivan incluyen maíz, frijoles, plátanos, naranjas, aguacates, maní, chayote y calabaza, y también se crían ganado vacuno y ovino.